# Amber Tamblyn
Amber Rose Tamblyn (Santa Monica, 14 mei 1983) is een Amerikaans actrice. Zij is o.a. bekend geworden als de hoofdrolspeelster in de televisieserie Joan of Arcadia.
Tamblyn is de dochter van acteur Russ Tamblyn en musicus/schrijver Bonnie Murray. In 1993 speelde ze in een schoolopvoering de rol van Pippi Langkous. De agent van haar vader was daarbij aanwezig en haalde haar vader over om haar audities te laten doen.
Van 1995 tot 2001 speelde ze in de soap General Hospital. Tamblyn speelde gastrollen in Buffy the Vampire Slayer, Boston Public en CSI: Miami. Bovendien heeft ze in een aantal films gespeeld, waaronder The Ring.